# بيير ماك أورلان
بيير ماك أورلان (بالفرنسية: Pierre Mac Orlan)‏ بالولادة بيير دومارشي، ولد ببيرون في 26 فبراير 1882 وتوفى في سانت-سير-سور-مورين في 27 يونيو 1970. وهو كاتب فرنسي.

## روابط خارجية
- بيير ماك أورلان على موقع IMDb (الإنجليزية)
- بيير ماك أورلان على موقع ألو سيني (الفرنسية)
- بيير ماك أورلان على موقع قاعدة بيانات الأفلام السويدية (السويدية)
- بيير ماك أورلان على موقع قاعدة بيانات الفيلم (الإنجليزية)
- بيير ماك أورلان على موقع كينوبويسك (الروسية)